# بطولة الأمم الخمس 1972
بطولة الأمم الخمسة 1972 (بالإنجليزية: 1972 Five Nations Championship)‏ هو الموسم 78 من  بطولة الأمم الخمسة. كان عدد الأندية المشاركة فيه  5.